# Зеброхвостая игуана
Зеброхвостая игуана (Callisaurus draconoides) — вид ящериц семейства Phrynosomatidae. Единственный вид рода Callisaurus.

## Описание
Зеброхвостая игуана достигает длины до 23 см. Характерным признаком вида является чёрно-белый, завитой хвост. Рисунок сильнее выражен на нижней стороне чем на верхней. В остальном ящерицы от серого до светло-коричневого цвета. Нижняя сторона белая, на спине имеются маленькие, парные тёмные пятна. У самцов по середине боковых сторон тела проходит синяя зона с двумя чёрными полосами. Чешуя гранулированная, на горле животных имеются две поперечные складки. Ушные отверстия видны отчётливо.

## Распространение
Зеброхвостая игуана обитает в Мексике и на юго-западе США, в Аризоне, Неваде, на юго-востоке Калифорнии и на юго-западе Юты. Она предпочитает каменистый ландшафт со скудной растительностью с твёрдой почвой.

## Образ жизни
Зеброхвостая игуана активна днём. Она питается насекомыми, пауками и мелкими ящерицами. Бегают только в положении на задних ногах. При этом они поднимают хвост, вследствие чего его рисунок становится отчётливо заметен. Самки откладывают в период с июня по август до пяти раз от 2-х до 8-и яиц. Детёныши появляются, в зависимости от температуры на поверхности, с июля по ноябрь.